# Pterolophia varipennis
Pterolophia varipennis là một loài bọ cánh cứng trong họ Cerambycidae.